# Meaño
Meaño es un municipio español situado en la parte meridional de la comarca del Salnés, en la provincia de Pontevedra, comunidad autónoma de Galicia. Limita con los municipios de Meis, Poyo, Ribadumia, Sangenjo y Cambados.

## Geografía humana

### Demografía
Cuenta con una población de 5264 habitantes (INE 2024).
| Gráfica de evolución demográfica de Meaño entre 1842 y 2021                                                           |
| |
| Población de derecho según los censos de población del INE. Población de hecho según los censos de población del INE. |

### Parroquias
Parroquias que forman parte del municipio:
- Covas (Santa Cristina)
- Dena (Santa Eulalia)
- Lores (San Miguel)
- Meaño (San Juan)
- Padrenda (San Martín)
- Simes (Santa María)
- Xil (Santa Eulalia)